# Trivento
Trivento – miejscowość i gmina we Włoszech, w regionie Molise, w prowincji Campobasso.
Według danych na rok 2004 gminę zamieszkiwały 5313 osoby, 72,8 os./km².